# Panzerglas

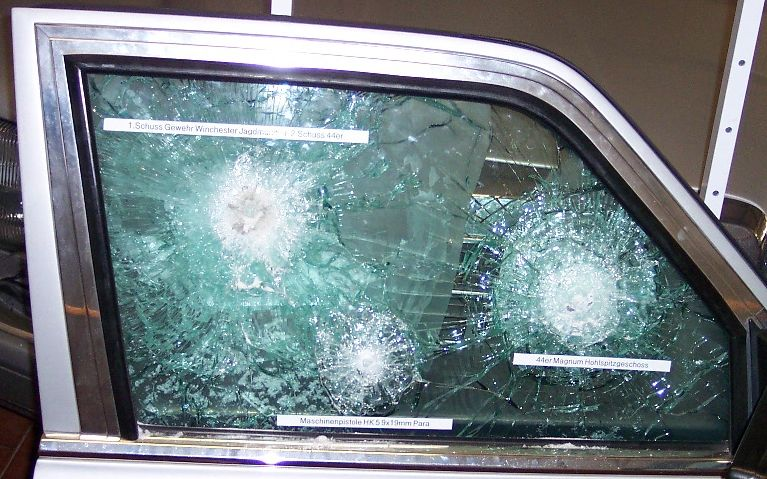
Panzerglas an einem Fahrzeug mit einer Beschussprobe

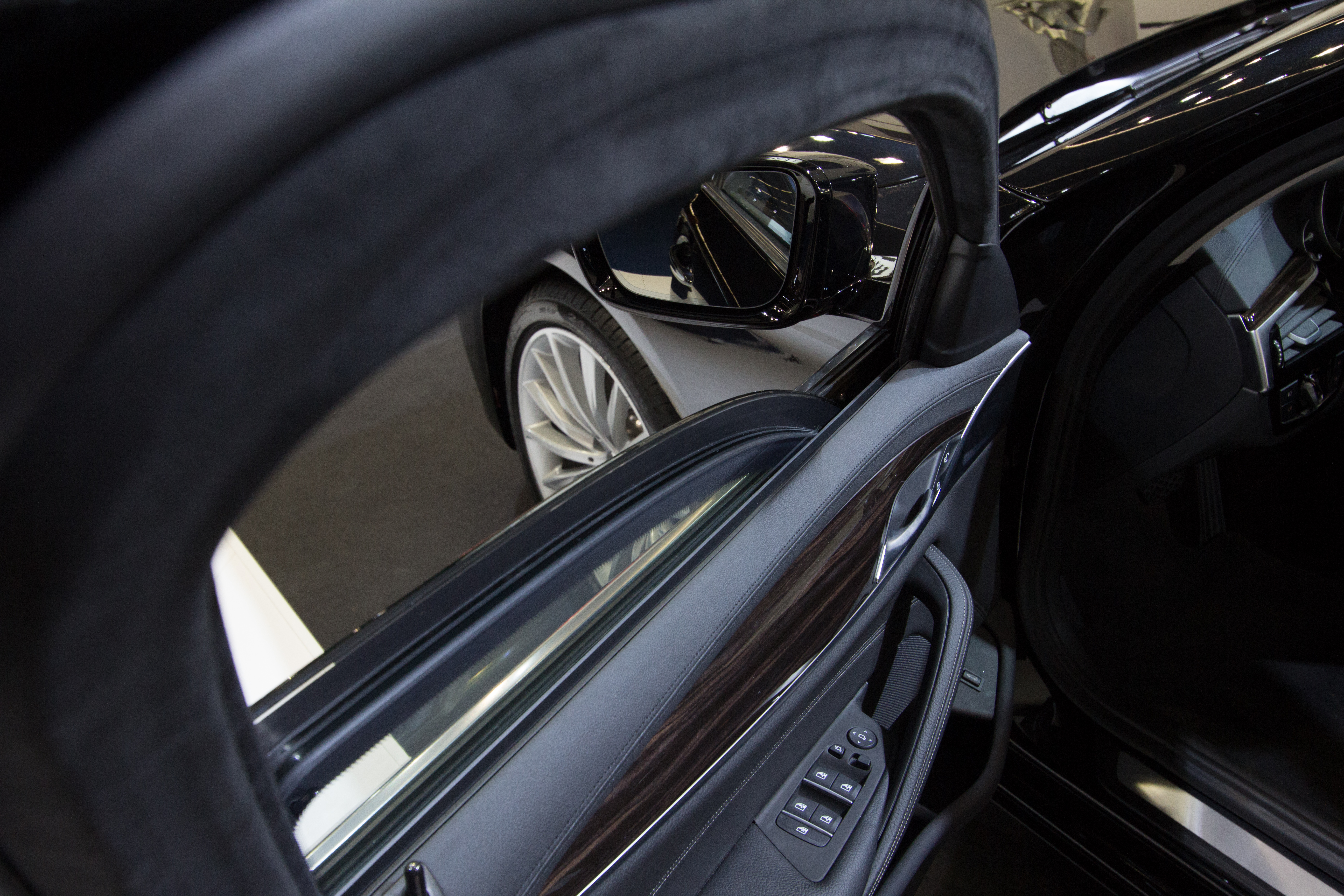
Panzerglasscheibe an einem Auto

Panzerglas ist eine allgemeinsprachliche Bezeichnung für spezielles Verbund-Sicherheitsglas (VSG), das Schlag-, Beschuss- und/oder Sprengauswirkungen standhalten kann.

## Geschichte
Bereits im Jahre 1914 diente Panzerglas in mehreren englischen Museen – darunter die Nationalgalerie in London – zum Schutz von Gemälden und anderen Kunstwerken vor der „Zerstörungswut der englischen Suffragetten“:

„Es besteht aus zwei Schichten Glas, zwischen die eine Schicht Zelluloid gelegt ist. Durch ein patentiertes Verfahren werden diese Schichten so aufeinander gepreßt, daß eine einzige Glasscheibe entsteht. Dies kann in jeder beliebigen Stärke hergestellt werden. Für Gemälde wird sie in der bisher üblichen Glasstärke fabriziert, und dieses Panzerglas soll die Beleuchtung des Gemäldes durchaus nicht beeinflussen. Von der Haltbarkeit dieses dreischichtigen Glases mag die Tatsache zeugen, daß eine Winchesterbüchse aus zwei Meter Entfernung gegen das Glas abgefeuert wurde, ohne daß das Geschoß durchzudringen vermochte. Erst beim zwanzigsten Schuß auf die gleiche Stelle schlug das Geschoß durch.“

Anfang der 1930er Jahre war in Deutschland die Neutex-Sicherheitsglas GmbH in Aachen-Forst als alleiniger Hersteller auf die Produktion von schusssicherem Panzerglas (genannt Neutex-Panzerglas) spezialisiert. Im April 1931 wurde dort ein Fall von Industriespionage aufgedeckt: Der Neutex-Mitarbeiter Theodor Pesch wurde verhaftet, weil er „Fabrikationsgeheimnisse über das Herstellungsverfahren des sogenannten Panzerglases an Sowjetrußland verraten und Panzerglas nach dort geschafft haben“ soll. Möglicherweise war dies die Grundlage für die Entwicklung von Triplex in der UdSSR.
Mitte 1931 führte die Deutsche Versuchsanstalt für Handfeuerwaffen Beschussversuche mit dreischichtigem 20 mm starkem Panzerglas durch, um dessen Attribut „kugelfest“ zu überprüfen. Die mittlere Scheibe blieb bei den verwendeten Kalibern 6,35 mm, 7,65 mm und 9 mm in allen Fällen unbeschädigt. Damals war der Einsatz des Panzerglases für Schalter von Postämtern, Banken usw. sowie für die Verglasung von Autos als „sichere[m] Schutz gegen Geschosse und andere mutwillige Zerstörungsversuche“ vorgesehen.

## Anwendung

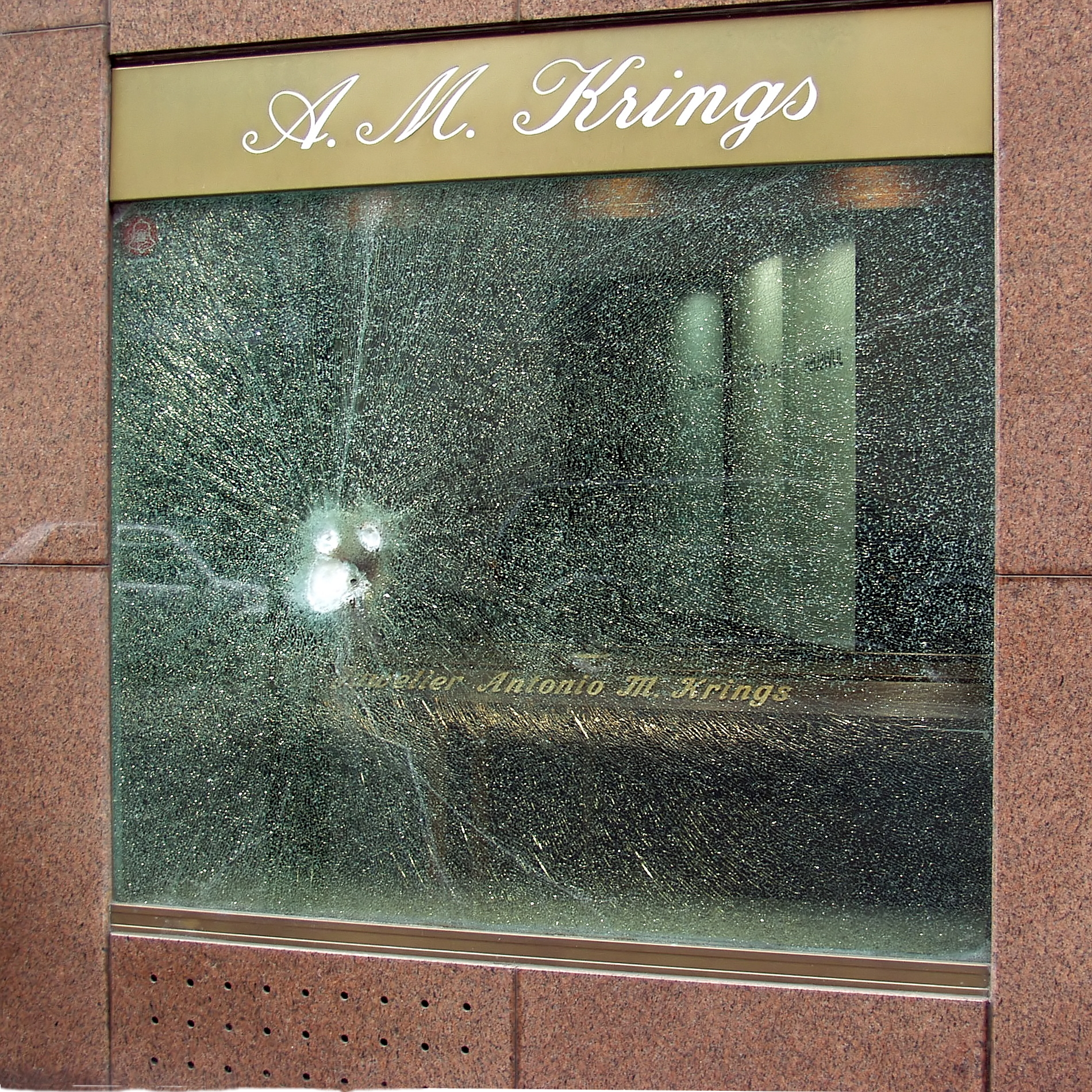
Panzerglas-Schaufenster eines Juweliers nach einem Einbruchsversuch

Diese Glasscheiben werden für den Objekt- und Personenschutz eingesetzt, beispielsweise an Bankschaltern, Schaufenstern, zur Panzerung von Sonderschutzfahrzeugen. Dabei sind unterschiedliche Anforderungen zu beachten: Für die Verwendung zum Personenschutz (z. B. Bankschalter) wird vorrangig darauf geachtet, dass das Glas bei Beschädigung zur zu schützenden Person hin nicht oder nur wenig splittert. Beim Objektschutz (z. B. Schaufenster) geht es vorrangig darum, dass das Glas eine Vielzahl von möglichen Angriffen, Einbrüchen (Einschlagen) oder einem Aufprall oder Anschlag an einen anderen Gegenstand möglichst lange übersteht, ohne durch ein Loch den Durchgriff zu erlauben. Das Panzerglas kann dabei bersten, die Sicherheits-Laminierung aber hält die Panzerglas-Scheibe stabil.
Zur genauen Beurteilung werden die verschiedenen Gläser in Widerstandsklassen eingeteilt.

## Einteilung in Widerstandsklassen

### Durchwurf / Durchbruch
Zur Prüfung der Durchwurfhemmung nach DIN EN 356 A muss eine 110 cm × 90 cm große Scheibe dem dreimaligen (bei P5A: neunmaligen) Aufprall einer 4,11 kg schweren Stahlkugel mit 10 cm Durchmesser aus verschiedenen Höhen standhalten. Zur Prüfung der Durchbruchhemmung nach DIN EN 356 B wird ermittelt, wie viele Schläge einer maschinell mit 11 m/s geführten, 2 kg schweren Axt erforderlich sind, um in die ebenfalls 110 cm × 90 cm große Prüfscheibe eine 40 cm × 40 cm große Öffnung zu schlagen.
| DIN EN 356 | DIN 52290-3 DIN 52290-4 | VdS  | Eigenschaften |
| ---------- | ----------------------- | ---- | --- |
| P1A        | –                       | –    | Durchwurfhemmung: 1,5 m Fallhöhe |
| P2A        | A1                      | –    | Durchwurfhemmung: 0,3 m Fallhöhe |
| P3A        | A2                      | –    | Durchwurfhemmung: 0,6 m Fallhöhe |
| P4A        | A3                      | EH01 | Durchwurfhemmung: 0,9 m Fallhöhe / Einbruchhemmung gegen körperliche Gewalt                                                                   |
| P5A        | –                       | EH02 | Durchwurfhemmung: 0,9 m Fallhöhe (9-mal) / Einbruchhemmung gegen einfache Werkzeuge wie z. B. Schraubendreher, Zange und Keile                |
| P6B        | B1                      | EH1  | Durchbruchhemmung: 30–50 Schläge / Einbruchhemmung gegen Nageleisen oder Verwendung eines zweiten Schraubendrehers                            |
| P7B        | B2                      | EH2  | Durchbruchhemmung: 51–70 Schläge / Einbruchhemmung gegen z. B. Sägen, Hammer, Schlagaxt, Stemmeisen und Meißel, Akku-Bohrmaschine             |
| P8B        | B3                      | EH3  | Durchbruchhemmung: über 70 Schläge / Einbruchhemmung gegen Elektrowerkzeuge wie z. B. Bohrmaschine, Stich- oder Säbelsäge und Winkelschleifer |

### Beschuss
Zur Prüfung der Durchschusshemmung nach DIN EN 1063 werden auf drei je 500 mm × 500 mm große Scheiben je drei Schüsse abgegeben, wobei die Auftreffpunkte ein Dreieck von 120 mm Kantenlänge im Zentrum der Scheibe bilden. Die Widerstandsklasse bestimmt sich nach der verwendeten Geschossart und der Schussentfernung (5–10 m).
| DIN EN 1063 | DIN 52290-2 | Eigenschaften                                                     |
| ----------- | ----------- | ----------------------------------------------------------------- |
| BR 1        | C1          | Durchschusshemmung Kurzwaffe Kaliber .22 lr                       |
| BR 2        | C 1         | Durchschusshemmung Kurzwaffe Kaliber 9 mm Parabellum              |
| BR 3        | C2          | Durchschusshemmung Kurzwaffe Kaliber .357 Magnum                  |
| BR 4        | C3          | Durchschusshemmung Kurzwaffe Kaliber .44 Remington Magnum         |
| BR 5        | –           | Durchschusshemmung Langwaffe (Büchse) Kaliber 5,56 × 45           |
| BR 6        | C4          | Durchschusshemmung Langwaffe (Büchse) Kaliber 7,62 × 51 Weichkern |
| BR 7        | –           | Durchschusshemmung Langwaffe (Büchse) Kaliber 7,62 × 51 Hartkern  |
| –           | C5          | Durchschusshemmung                                                |
| SG 1        | –           | Durchschusshemmung Langwaffe (Flinte) Kaliber 12/70 (1 Schuss)    |
| SG 2        | –           | Durchschusshemmung Langwaffe (Flinte) Kaliber 12/70 (3 Schuss)    |
| –           | B2/C2-SA    | Durchschusshemmung                                                |

### Sprengwirkung
Zur Prüfung der Sprengwirkungshemmung nach DIN EN 13541 wird über mindestens 20 ms ein senkrecht auf die 110 cm × 90 cm große Scheibe auftreffender Druckstoß erzeugt, der die Explosion von 100 bis 2500 kg TNT in einer Entfernung von 35 bis 50 m simuliert.
| DIN EN 13541 | DIN 52290-5 | Eigenschaften                                   |
| ------------ | ----------- | ----------------------------------------------- |
| ER1          | –           | Sprengwirkungshemmend, Maximaldruck 050–100 kPa |
| ER2          | D1          | Sprengwirkungshemmend, Maximaldruck 100–150 kPa |
| ER3          | D2          | Sprengwirkungshemmend, Maximaldruck 150–200 kPa |
| ER4          | D3          | Sprengwirkungshemmend, Maximaldruck 200–350 kPa |